# مالك بن مسمع
أبو غسان مالك بن مسمع بن شيبان البكري من وجوه أهل البصرة، سيد ربيعة، رئيس بكر بن وائل في البصرة. وفد على معاوية بن أبي سفيان، وشهد معركة الجفرة وفقئت عينه فيها بيد عباد بن الحصين، توفي في عام 73 هـ في زمن الخليفة عبد الملك بن مروان بالبصرة. وقال عبد الملك بن المغيرة، عن أبيه إن مالكاً توفيَ سنة أربع وسبعين، وكان كَسِنِّ عبد الله بن الزبير.

## نسبه
هو مالك بن مسمع بن شيبان بن قلع بن عمرو بن جحدر بن عمرو بن ربيعة بن ضبيعة بن قيس بن ثعلبة بن عكابة بن صعب بن علي بن بكر بن وائل.